# Цыганка (Молдова)
Цыга́нка (рум. Țiganca) — село в Кантемирском районе Молдавии. Является административным центром коммуны Цыганка, включающей также сёла Гёлтосу и Новая Цыганка.

## География
Село расположено на высоте 52 метров над уровнем моря.

## Население
По данным переписи населения 2004 года, в селе Цыганка проживает 1724 человека (858 мужчин, 866 женщин).
Этнический состав села:
| Национальность | Число жителей | Процентный состав |
| -------------- | ------------- | ----------------- |
| молдаване      | 1673          | 97.04             |
| болгары        | 20            | 1.16              |
| румыны         | 12            | 0.7               |
| русские        | 10            | 0.58              |
| украинцы       | 8             | 0.46              |
| прочие         | 1             | 0.06              |
| Всего          | 1724          | 100 %             |

## Известные уроженцы
- Пэдурару, Ион Кириллович (Митрополит Пётр; род. 1946) — епископ Румынской православной церкви, архиепископ Кишинёвский, митрополит Бессарабский, экзарх Новых Земель Румынской Православной Церкви.